# フランク・ウェルカー
フランク・ウェルカー（Frank Welker、1946年3月12日 - ）は、アメリカ合衆国の男性声優。コロラド州デンバー出身。愛称「Voice Acting God（声優神）」。

## エピソード
- 『スクービー・ドゥー』の全シリーズ（および『ファミリー・ガイ』のパロディ）でフレッド役を演じる。しかしデビューとなった初期作『弱虫クルッパー』のオーディションではスクービー・ドゥー役を目指していた。近年[いつ?]の同役はフレッド役とのダブルキャストである。
- レナード・ニモイとは二度、同じ役を演じることとなった。『スタートレックIII ミスター・スポックを探せ!』ではレナード・ニモイはスポック役を演じていたが、フランク・ウェルカーはスポックの叫びのみを吹き込んだ。『トランスフォーマー ザ・ムービー』ではフランク・ウェルカーがメガトロン役を長年演じていたが、そのパワーアップ版（強化形態）キャラクターであるガルバトロンは、レナード・ニモイが演じた。しかしTVシリーズ『戦え!超ロボット生命体トランスフォーマー2010』ではガルバトロン役は再びフランク・ウェルカーが担当した。
- 2007年実写版『トランスフォーマー』ではかつて演じたメガトロン役のオーディションを受けたが、製作陣は映画のメガトロン役とはイメージが違うとの判断を下しヒューゴ・ウィーヴィングを選んだ。しかし、ACTIVISIONが製作した同映画のゲーム版ではメガトロンを演じ、映画、ゲーム双方とも（コンボイ）を演じた初代コンボイ役のピーター・カレンと共に高い評価を得た。また、続編の『トランスフォーマー・リベンジ』ではサウンドウェーブの声を演じた。そして続編の『トランスフォーマー/ダークサイド・ムーン』ではサウンドウェーブの声、ショックウェーブの声を演じ『トランスフォーマー/ロストエイジ』ではガルヴァトロン（ガルバトロン）の声を演じ『トランスフォーマー/最後の騎士王』ではメガトロンの声を演じた。
- 『トランスフォーマー・ザ・ライド3D』ではメガトロンの声を演じた。

## 受賞・ノミネート
- 1994年度アニー賞最優秀声優賞候補：『アニマニアックス』（ラルフ・T.・ガード役）[2]。

## 出演作品

### テレビアニメ
1969年
- スクービー・ドゥー（フレッド）

1972年
- The New Scooby-Doo Movies（フレッド）

1974年
- ほえよ!0011（クロー）

1976年
- The Scooby-Doo/Dynomutt Hour（フレッド）
- わんぱくジョーズ（ジャバージョウ）

1978年
- The Flintstones Little Big League（バーニー・ラブル）

1979年
- 新ヘッケルとジャッケル（ヘッケル、ジャッケル、クワッキュラ）
- スクービー&スクラッピー ドゥー（フレッド）
- Scooby-Doo Goes Hollywood （フレッド）

1981年
- スマーフ（ヘフティ、アズレール、ピルルイ 他）
- The Ri¢hie Ri¢h/Scooby-Doo Show（フレッド）

1981年
- スパイダーマン&アメイジング・フレンズ（ボビー・ドレイク / アイスマン、ミズ・ライオン、フラッシュ・トンプソン、スタン・ブロックバスター）

1983年
- アルビンとチップマンクス
- ガジェット警部（ブレイン、ドクター・クロウ、マッド・キャット 他）
- ガミー・ベアの冒険（グリフィン 他）
- スパイダーマン&アメイジング・フレンズ（マット・マードック、エンジェル、狼男）
- ダンジョンズ&ドラゴンズ（ユニ・ユニコーン、ティアマト）
- 地上最強のエキスパートチーム G.I.ジョー（ロックンロール）

1984年
- 戦え!超ロボット生命体トランスフォーマー（メガトロン、サウンドウェーブ以下全てのカセットロン、スカイワープ、リジェ、トレイルブレイカー、スラージ、ミックスマスター 他）
- 地上最強のエキスパートチーム G.I.ジョー（トーチ）
- The New Scooby-Doo Mysteries （フレッド）
- マペット・ベイビーズ（カーミット、ビーカー、カミラ、スキーター〈2代目〉 他）

1985年
- Scooby's Mystery Funhouse （フレッド）
- 戦え!超ロボット生命体トランスフォーマー（スペリオン〈初代〉）

1986年
- 戦え!超ロボット生命体トランスフォーマー（グレイズ、グルーブ ）
- 戦え!超ロボット生命体トランスフォーマー2010（ガルバトロン、サウンドウェーブ、ウィーリー、ラットバット、スチールジョー）
- 地上最強のエキスパートチーム G.I.ジョー（ヘンリー）

1987年
- 宇宙家族ジェットソン（オルビッティ、ニュースレポーター、アイスマン）
- 原始家族フリントストーンと宇宙家族ジェットソン（ジョニー）
- スパイラルゾーン（ネッド・タッカー、ハロルド・ローレンス、レイザーバック、ロウミート）
- ダックテイルズ（ビッグタイム、バギー・ビーグル 他）
- トランスフォーマー ザ・リバース（ガルバトロン、クロームドーム、ピンポインター、マインドワイプ）

1988年
- アニメゴーストバスターズ（レイ・スタンツ、スライマー）
- ガーフィールドと仲間たち（シェルドン、ブッカ 他）

1989年
- チップとデールの大作戦（リビット）

1990年
- カートゥーン・オールスターズ・トゥ・ザ・レスキュー（カーミット）
- キャプテン・プラネット（スーチ、リード・スーツ、熊 他）
- タイニー・トゥーンズ（ファーボール、ゴーゴー・ドードー、カラミティー・コヨーテやリトル・ビーパー 他）
- テイルスピン（ヘンリー 他）
- トムとジェリーキッズ（トム、ジェリー）

1991年
- ザ・シンプソンズ（サンタズリトルヘルパー〈初代〉、プリンセス）
- ダックにおまかせ ダークウィング・ダック（ゴリラ）

1992年
- バットマン（アイシス、狼男の鳴き声、警備員）
- パパはグーフィー（ワッフルズ、チェーンソー）
- リトル・マーメイド（マックス 他）

1993年
- アニマニアックス（サッデアス・プリッツ、ラルフ・T.・ガード、ラント、フラビオ・ヒッポ、ボタンス 他）
- ザ・シンプソンズ（グレムリン）
- ボンカーズ ハリウッド大作戦!（ファール・ラビット）
- リトル・マーメイド（ラッキー）

1994年
- アラジンの大冒険（アブー、ラジャー）
- ガーゴイルズ（ブロンクス、キャグニー、ブーディカ、アレクサンダー）
- 原始家族フリントストーンのクリスマスキャロル（バーニー・ラブル、ディーノ）

1995年
- ザ・シンプソンズ（子犬、オウム、サル）
- シルベスター&トゥイーティーミステリー（ヘクター）
- ピンキー&ブレイン（ゴリジラ、ビル・クリントン大統領）
- マスク・アニメーション（ミロ）
- ライオン・キングのティモンとプンバァ（カバ、ジャイアントパンダ、シマウマ 他）

1996年
- クワックパック（クロウ）
- Jonny Quest: The New Adventures（男、狼、ラジオの声、強盗 他）
- スーパーマン（サーペン）
- デクスターズラボ（モンキー、クランク）
- ピンキー&ブレイン（オーディン）
- ライオン・キングのティモンとプンバァ（シロクマ）

1997年
- ザ・シンプソンズ（ラディ、ヒヒ、副社長）
- ジョニー・ブラボー（フレッド）
- スーパーマン（ドアマン）
- 101匹わんちゃん（アル、スティーブン）
- ピンキー&ブレイン（モンスター野菜）

1998年
- インヴェイジョンUSA（ブルー）
- スーパーマン（クリプト）
- ピンキー&ブレイン（スティーヴン・スピルバーグ、ラルフ・T.・ガード）
- パワーパフガールズ（アブラカタープー）
- ヘラクレス（ペガサス、アブー）

1999年
- I am ウィーゼル（コヨーテ、男、男2）
- ザ・シンプソンズ（狼男フランダース、オウム）
- ジョニー・ブラボー（TVアナウンサー、猫）
- ドンキーコング（クラッシャ〈2代目〉）
- パワーパフガールズ（モンスター、男）
- ファミリー・ガイ（フレッド、パラシューター）
- フューチュラマ（ニブラー 他）
- ヘラクレス（アブー）
- ミッキーマウスワークス（フィガロ、ライオン）
- リセス 〜ぼくらの休み時間〜（管理人、エイブ・リンカーン・クッキー、ヴァイオリニスト）

2000年
- クリフォード（マニー、レックス）
- ザ・シンプソンズ（オウム、ピューマ、アナグマ）
- ジャッキー・チェン・アドベンチャー（動物）
- ジョニー・ブラボー（イルカ）
- スペースレンジャー バズ・ライトイヤー（ブレイポッド17号、ブレインポッド26号、ブレインポッド39号）
- バットマン・ザ・フューチャー（エース/バットハウンド）
- パワーパフガールズ（男2、パイロット2、男1）

2001年
- 原始家族フリントストーンのレッツ・ロカプルコ（ディーノ）
- ザ・シンプソンズ（アフリカの動物達、牛のベイブ）
- ジャッキー・チェン・アドベンチャー（チャンズゥ、デイガイ）
- ゼータ・プロジェクト（犬）
- ハウス・オブ・マウス（フィガロ、アラカン、ガス・グース、ソルティ、ブッチ、ドジャー、アブー、ペガサス、クリキー）
- ミッキーマウス クラブハウス（グーフィーの猫、テディベア、赤魚類、フィガロ 他）

2002年
- KND ハチャメチャ大作戦（ギリギリ教授）
- ザ・シンプソンズ（犬）
- ジミー・ニュートロン 天才少年の冒険（ゴダード、タッブズ警官 他）
- ジャッキー・チェン・アドベンチャー（魔術師3）
- ジョニー・ブラボー（スキッピー）
- チョーク・ゾーン（モンスター）
- トータリー・スパイズ!（教師）
- ホワッツ・ニュー、スクービー・ドゥー?（スクービー・ドゥー、フレッド）

2003年
- Oops!フェアリーペアレンツ（ディンクルドッグ）
- キム・ポッシブル（フランク）
- KND ハチャメチャ大作戦（モンティ・ウノ、トラック運転手）
- ダック・ドジャース（K-9）
- 邪悪なコンカルネ（ボスコフ）
- リロ・アンド・スティッチ ザ・シリーズ（試作品254号 / ミスター・ステンチー）

2004年
- KND ハチャメチャ大作戦（レインボーモンキーキング、バスの運転手）
- 邪悪なコンカルネ（エンリケjr.、ニュースキャスター、森林パトロール、ナレーター）
- ジョニー・ブラボー（バーニー・ラブル）
- スーパー・ロボット・モンキー・チーム・ハイパーフォース GO!（シンギィ）
- スポンジ・ボブ（ゴリラ）
- トータリー・スパイズ!（ライオン）
- バーバリアン・デイブ（ファフィ）
- ビリー&マンディ（アナウンサー）
- Megas XLR（マック）

2005年
- ウィッチ -W.I.T.C.H.-（衛兵1、囚人2）
- KND ハチャメチャ大作戦（ラジオアナウンサー）
- ザ・バットマン（運転手）
- ダック・ドジャース（ラジオの声、クリーニング屋）
- ビリー&マンディ（シュニスガー、CIA長官、CIAエージェント）
- Megas XLR（赤ん坊）

2006年
- おさるのジョージ（ジョージ）
- KND ハチャメチャ大作戦 オペレーション・ゼロ（モンティ・ウノ）
- ファミリー・ガイ（カーミット）
- トムとジェリー テイルズ（タイク）
- ビリー&マンディ（スクービー・ドゥー、バーニー・ラブル、モンスター1、リス1）
- ロボット・チキン（ドクター・クロウ、ブレイン、シルベスター・キャット）

2007年
- ビリー&マンディ（ボスコフ、ニュースキャスター）
- リル・ブッシュ（馬）
- ロボット・チキン（メガトロン、サウンドウェーブ）

2009年
- ガーフィールド・ショー（ガーフィールド）
- ファミリー・ガイ（メガトロン）

2010年
- 超ロボット生命体 トランスフォーマー プライム（メガトロン、テラーコンクリフジャンパー、サウンドウェーブ 他）

2011年
- バットマン:ブレイブ&ボールド（スクービー・ドゥー、フレッド、バットボーイ、スクービー・ドゥー・バットマン）
- バブル・グッピーズ（バブル・パピー）
- ロボット・チキン（Mr.ポテトヘッド、バラク・オバマ）

2012年
- ミュータント・タートルズ（モンキー・ロックウェル）

2015年
- トランスフォーマー アドベンチャー（サウンドウェーブ）

2017年
- ミッキーマウスとロードレーサーズ（ブッチ、フィガロ）
- ティーン・タイタンズGO!（スクービー・ドゥー、フレッド）

### 劇場アニメ
1982年
- Heidi's Song（シェヌードル、フーティー）

1986年
- トランスフォーマー ザ・ムービー（メガトロン、サウンドウェーブ、スラージ、ウィーリー、ランブル、ジャガー、コンドル 他）

1987年
- ピノキオ 新しい冒険（アイゴア、蜂の町長）

1988年
- オリバー ニューヨーク子猫ものがたり（ルイ）

 1989年 
- リトル・マーメイド（マックス）※ノンクレジット

1990年
- ジェットソンズ ザ・ムービー（オルビッティ）
- ダックテイル・ザ・ムービー/失われた魔法のランプ（マーロックの鳴き声）
- ビアンカの大冒険 ゴールデン・イーグルを救え!（マラフーテ、ジョアンナ）
- ミッキー の王子と少年（王様）

1991年
- 美女と野獣（フットスツール）

1992年
- アラジン（アブー、魔法の洞窟、ラジャー）

1994年
- ライオン・キング（ムファサの鳴き声、シンバの鳴き声、ネズミ）

1995年
- グーフィー・ムービー ホリデーは最高!!（ビッグフット）
- ポカホンタス（フリット）
- トイ・ストーリー（スカッド、バスター、つなぐでござる）

1996年
- ノートルダムの鐘（ジャリ、鳥）

1997年
- キャッツ・ドント・ダンス（動物の声）
- ヘラクレス（ペガサス、ケルベロス、ヒドラ）

1998年
- ムーラン（カーン）
- アンツ（白アリ）
- バグズ・ライフ（鳥）

1999年
- Scooby-Doo and the Witch's Ghost（フレッド）
- トイ・ストーリー2（ブルズアイ、バスター、つなぐでござる）

2000年
- スクービー・ドゥー 宇宙からの侵略者?!（フレッド）
- ダイナソー（恐竜）
- ティガー・ムービー プーさんの贈りもの（カエル、ハチ）

2001年
- ジミー・ニュートロン 僕は天才発明家!（ゴダード）
- モンスターズ・インク（テッド）

2002年
- パワーパフガールズ・ムービー（たんまりサル）

2003年
- ブラザー・ベア（動物の音声効果）

2005年
- Aloha, Scooby-Doo!（フレッド、スクービー・ドゥー）
- 風の谷のナウシカ（ゴル）※ディズニー版
- 紅の豚（空族連合ボス）

2006年
- アントブリー（カエル）
- おさるのジョージ（ジョージ）
- カーズ（フランク、トラクター）
- となりのトトロ（トトロ、ネコバス）※ディズニー版

2009年
- Immigrants（将軍）
- おさるのジョージ2/ゆかいな大冒険!（ジョージ）

2010年
- トイ・ストーリー3（ブルズアイ、バスター、つなぐでござる、監視の猿、鳩）

2011年
- Scooby Doo! Music of the Vampire（フレッド、スクービー・ドゥー）
- ハワイアン・バケーション（ブルズアイ）

2012年
- フランケンウィニー（スパーキー）※ノンクレジット
- マダガスカル3（ソーニャ）
- メリダとおそろしの森（モルデュー、他動物の声）

2023年
- ワンス・アポン・ア・スタジオ -100年の思い出-（ジョアンナ、アブーの声）

### OVA
1987年
- G.I.ジョー　ザ・ムービー（トーチ 他）

1994年
- アラジン ジャファーの逆襲（アブー、ラジャー）

1996年
- アラジン完結編 盗賊王の伝説（アブー、ラジャー、ファザール）

1997年
- Annabelle's Wish（特殊音声効果）
- 美女と野獣 ベルの素敵なプレゼント（フィリップ、サルタン）

1998年
- 美女と野獣 ベルのファンタジーワールド（サルタン）
- ポカホンタスII/イングランドへの旅立ち（フリット）
- ライオン・キング2 シンバズ・プライド（音声効果）

2000年
- Alvin and the Chipmunks Meet the Wolfman（音声効果）
- バットマン・ザ・フューチャー 蘇ったジョーカー（エース）
- リトル・マーメイドII Return to The Sea（クローク、ダガー、マックス）

2001年
- ノートルダムの鐘II（ジャリ）
- わんわん物語II（レジー、音声効果）

2002年
- シンデレラII（ルシファー）
- ピーター・パン2 ネバーランドの秘密（ナナII、タコ）

2003年
- 101匹わんちゃんII パッチのはじめての冒険（サンダーボルトの鳴き声）

2004年
- ライオン・キング3 ハクナ・マタタ（動物の鳴き声）

2007年
- ガーフィールド3（ガーフィールド）
- シンデレラIII 戻された時計の針（ルシファー）
- Disney Princess おとぎの国のプリンセス 夢を信じて（アブー）
- フューチュラマ：ベンダーの大冒険（ニブラー）

2008年
- Garfield's Fun Fest（ガーフィールド）
- フューチュラマ：モンスターの襲撃（ニブラー）
- フューチュラマ：ベンダーのゲーム（ニブラー）

2009年
- ガーフィールド・ザ・ヒーロー（ガーフィールド）

2013年
- トランスフォーマー プライムビーストハンターズ:プレダコン・ライジング（Transformers Prime Beast Hunters: Predacons Rising）（メガトロン/ユニクロンメガトロン）

### Webアニメ
2020年
- アニマニアックス（ラルフ）
- 弱虫スクービーの大冒険（スクービー・ドゥー）

### ゲーム
1983年
- クリフハンガー（次元大介）

2000年
- フリントストーン・ボウリング（バーニー、ディーノ）

2003年
- スターウォーズ クローン戦争（コマンダー）
- フューチュラマ（ニブラー）

2004年
- モンスターハンター（モンスター）

2007年
- ゴジラ UNLEASHED（怪獣の鳴き声）
- トランスフォーマー THE GAME（メガトロン）
- モンスターハンター ポータブル 2nd（モンスター）

2009年
- Transformers Revenge of the Fallen:The Game（メガトロン）

2010年
- ディズニー エピックミッキー 〜ミッキーマウスと魔法の筆〜（オズワルド、シャドー・ブロット）

2012年
- Transformers Prime - The Game（メガトロン）
- ディズニー エピックミッキー2:二つの力（オズワルド）

### テレビドラマ
1973年
- 恋愛専科/アメリカ式愛のテクニックシーズン4（弁護士のエディー）
- 恋愛専科/アメリカ式愛のテクニックシーズン5（エンリコ）

1983年
- ホテル（特殊音声効果）

1988年
- プローブ（ジョセフィーヌの声）

1991年
- 冒険野郎マクガイバー（サイの声）

1993年
- シークエスト（ダーウィンの声）

1994年
- ドクタークイン 大西部の女医物語（犬の声）

1995年
- アウター・リミッツ（特殊音声効果）
- Xファイル（ゴリラの声、宇宙人の声、猫の声、ネズミの声、犬の声）
- VR.5（シドニーのコンピューターの声、オウムの声）

1998年
- Xファイル（特殊音声効果）
- スタートレック:ヴォイジャー（宇宙生物の声）

1999年
- 刑事ナッシュ・ブリッジス（バナナスの声）

2000年
- L.A.大捜査線 マーシャル・ロー（ホーマーの声）

2018年
- スーパーナチュラル（スクービー・ドゥーの声、フレッドの声）

### 実写映画
1969年
- テニス靴をはいたコンピューター（ヘンリー）
- トラブル・ウィズ・ガールズ（ラトカーズ）

1980年
- ボールズ・ボールズ（ゴーファーの声）

1981年
- ゾロ（ナレーター、メキシコ人の声）
- レイダース/失われたアーク《聖櫃》（サルの声、悪魔の声）

1982年
- ポルターガイスト（ADRループグループ）

1984年
- キャノンボール2（オラウータンの声）
- グレムリン（ストライプの声、モグワイの声、グレムリンの声）
- スタートレックIII ミスター・スポックを探せ!（スポックの叫び声、犬の声）

1985年
- キャッツ・アイ（猫の声）
- マイ・サイエンス・プロジェクト（エイリアンの声）

1986年
- ゴールデン・チャイルド（シングの声）
- スペースキャンプ（ジンクスの声）
- テラービジョン（モンスターの声）
- トロル（トロルの声、怪物達の声）
- ポルターガイスト2（蝶の声）

1987年
- ガバリン2 タイムトラぶラー（特殊音声効果）
- まんちぃず（まんちぃの声）

1988年
- エルヴァイラ（犬の声）
- 長くつ下ピッピの冒険物語（動物の声）
- ボールズ・ボールズ2/成金ゴルフマッチ（ゴーファーの声）
- マイルズ・フロム・ホーム（特殊音声効果）
- モンキー・シャイン（サルの鳴き声）

1989年
- 怪人スワンプシング（特殊効果音）
- Scenes from the Class Struggle in Beverly Hills（特殊音声効果）
- プランサー/トナカイの贈り物（プランサーの声）
- ミクロキッズ（クオークの声、アリの声）

1990年
- アリーナ（クリーチャーの声）
- グレムリン2 新・種・誕・生（モホークの声、レニーの声、ジョージの声）

1991年
- アダムス・ファミリー（クリッターの声 他）
- シティ・スリッカーズ（ノーマンの声）
- ハドソン・ホーク（バニーの声）
- ビルとテッドの地獄旅行（サタンの声）
- ビンゴ!（特殊音声効果）
- ミラクルマスターII/LA時空大戦（虎の声、フェレットの声、タカの声）
- ミュータント・ニンジャ・タートルズ2（レイザーの声、トッカの声）

1992年
- カフス!（犬の声）
- バーチャル・ウォーズ（叫び声、サルの声）
- ベティ・ルーは犯罪者?（スカーレットの声）
- ホールド・オン・ミー（特殊音声効果）
- モンテカルロ殺人事件（特殊音声効果）
- ラブ・ポーションNo.9（特殊音声効果）

1993年
- 奇跡の旅（特殊音声効果）
- ザ・ハルマゲドン/ワーロック リターンズ（特殊音声効果）
- ジュラシック・キッズ（恐竜の声）
- スーパーヒーロー・メテオマン（犬の声）
- スーパーマリオ 魔界帝国の女神（ヨッシーの声、グンバの声、クリーチャーの声）
- 未確認生命体 MAX/マックス（特殊音声効果）

1994年
- サンタクローズ（トナカイの声）
- シティ・スリッカーズ2/黄金伝説を追え（ブルの声）
- シャドー（ファーバの声）
- ジュラシック・キッズ2（恐竜の声）
- 笑撃生放送! ラジオ殺人事件（特殊音声効果）
- スターゲイト（クリーチャーの声）
- ページマスター（ホラーの声）
- ベストキッド4（ワシの声）
- マミー・マーケット（特殊音声効果）
- ゆかいな天使/トラブるモンキー（特殊音声効果）
- リトルジャイアンツ（アニメの音声効果）

1995年
- アンドレ 海から来た天使（アンドレの声）
- イエロードッグ（動物の声）
- 彼と彼女の第2章（咳をする男の声）
- クリス・ファーレイはトミーボーイ（ロットワイラーの声、鹿の声、牛の声）
- ケイティ（ケイティの声、ゴリラの声）
- コンゴ（ゴリラの声）
- ジュマンジ（サルの鳴き声 他）
- ジュラシック・キッズ3（恐竜の声）
- スピーシーズ 種の起源（エイリアン・シルの声、エイリアンの赤ん坊の声）
- タンク・ガール（タンクの声）
- トップ・ドッグ（動物の音声効果）
- バーチュオシティ（叫び声）
- フリー・ウィリー2（ウィリーの声）
- ぼくはゴーディ（ナレーター、ラジオの声）
- モータル・コンバット（ゴローの音声効果、シャオ・カーンの声）
- リッチー・リッチ（ダラーの声）
- リトル・ヒーロー（ネズミの声）
- Let'sチェックイン（特殊音声効果）

1996年
- インデペンデンス・デイ（エイリアンの声）
- ケロッグ博士（動物の声）
- スペース・ジャム（チャーリー・ドッグの声）
- D.N.A./ドクター・モローの島（獣人の声）
- マーズ・アタック!（火星人の声）
- 真夏の出来事（カモメの声）
- Let'sチェックイン!（犬の声）
- 101（ポンゴの鳴き声、パーディの鳴き声 他）

1997年
- アナコンダ（アナコンダの声、動物の声）
- ジャングル・ジョージ（ゴリラの声）
- スポーン（マレボルギアの声）
- バディ（バディの声）
- Mr.マグー（特殊音声効果）

1998年
- GODZILLA（ベビーゴジラの鳴き声、動物の声）
- マフィア!（特殊音声効果）
- ラスティ!（ボスダックの声）

1999年
- 鬼教師ミセス・ティングル（アニメの声）
- ディープ・ブルー（バードの鳴き声）

2000年
- 英雄の条件（ラジオDJの声）
- グリンチ（マックスの声）
- パイソン（パイソンの声）
- 102（ポンゴの鳴き声、パーディの鳴き声 他）

2002年
- スクービー・ドゥー（怪物の声）
- スパイダー パニック!（メスのコガネグモの声 他）

2003年
- カンガルー・ジャック（特殊音声効果）※音声効果アドバイザーとしても参加
- ハットしてキャット（ネヴィンズの声）
- ルーニー・テューンズ:バック・イン・アクション（スクービー・ドゥーの声）
- ロード・オブ・ザ・リング/王の帰還（特殊音声効果）

2004年
- ニューヨーク・ミニット（音声効果）
- ハリー・ポッターとアズカバンの囚人（特殊音声効果）

2005年
- ナルニア国物語/第1章:ライオンと魔女（アスランの鳴き声、モーグリムの鳴き声 他）

2009年
- トランスフォーマー: リベンジ（サウンドウェーブの声〈フランス語版、イタリア語版も担当〉、デバステーターの声、グラインダーの声、リードマンの声、ラヴィッジの鳴き声）

2010年
- アリス・イン・ワンダーランド（ジャバウォッキーの音声効果、サルの声）

2011年
- スパイキッズ4D:ワールドタイム・ミッション（動物の声）
- スマーフ（アズラエルの声）
- トランスフォーマー/ダークサイド・ムーン（サウンドウェーブの声、ショックウェーブの声、バリケードの声）

2012年
- 白雪姫と鏡の女王（野獣の声）

2013年
- スマーフ2 アイドル救出大作戦!（アズラエルの声）

2014年
- トランスフォーマー/ロストエイジ（ガルヴァトロンの声）

2017年
- トランスフォーマー/最後の騎士王（メガトロンの声）

2019年
- アラジン（魔法の洞窟）

### テレビ映画
- In Search of Dr. Seuss（1994年、ナレーター、ホートンの声、メイジーの声、ハンターの声 他）
- The Trial of Old Drum（2000年、特殊音声効果）
- チンパンジー・ジェニー（2001年、特殊音声効果）

### CM
1985年
- トランスフォーマー 玩具CM（メガトロン、サウンドウェーブ、フレンジー、ホットロディマス、レック・ガー）

1986年
- トランスフォーマー 玩具CM（ガルバトロン、ホットロディマス、レック・ガー）

1989年
- トランスフォーマー 玩具CM（マイスター）

### その他
1991年
- The Last Halloween（火星人の声）
- バック・トゥ・ザ・フューチャー・ザ・ライド（ナレーションの声、ティラノサウルスの声）

1994年
- ターボチャージド・サンダーバード（ブレインズの声〈初代〉）
- Movie Magic（本人出演、アニメの声）
- The Making of The Lion King（本人出演）

1998年 - 2000年
- カートゥーン ネットワーク（バンパー・プロモ等ナレーション）

1999年
- K-9 II（犬の声）

2001年
- 東京ディズニーシーのアトラクション、センター・オブ・ジ・アースに登場する地底生物「ラーヴァモンスター」の声

2007年
- トランスフォーマービギニング（メガトロンの声）

2012年
- Transformers: The Ride 3D（トランスフォーマー・ザ・ライド3D）（メガトロンの声、デバステーターの声）

2013年
- Scooby-Doo! Adventures: The Mystery Map（スクービー・ドゥーの声、フレッドの声）